# Christian Blanc
Christian Blanc és exbatlle del municipi dels Angles, a la comarca nord-catalana del Capcir, durant els anys 1989-2014. Va ser conseller general dels Pirineus Orientals i president de l'Associació de les Neus Catalanes. A la primeria del 2020 anuncia la seva voluntat de tornar-se a presentar a la batllia dels Angles, en aquest moment en mans de Michel Poudade.
El 2016 s'oposa públicament al macroprojecte d'unió de les estacions d'esquí dels Angles, Font Romeu i Formiguera.
El 2008 denuncia per injúries el prefecte de Catalunya Nord, Hugues Bousiges, arran d'unes seves declaracions públiques en què titllava el batlle d''irresponsable' i de 'suïcida' per no acceptar la proposta de la prefectura de mancomunar la gestió de totes les estacions d'esquí de l'Alta Cerdanya i del Capcir.
L'any 1998, juntament amb el batlle d'Eina, Alain Bousquet, en un acte de l'entorn del Partit per Catalunya, denuncia el Tractat dels Pirineus, pel qual França va annexionar la Catalunya Nord.